# Ризеби
Ризеби (нем. Rieseby) — община в Германии, в земле Шлезвиг-Гольштейн. 
Входит в состав района Рендсбург-Экернфёрде. Подчиняется управлению Шлай.  Население составляет 2436 человек (на 31 декабря 2010 года). Занимает площадь 38,85 км².